# Richie Ginther
Paul Richard Ginther, detto Richie (Hollywood, 5 agosto 1930 – Touzac-Le Roucou, 20 settembre 1989), è stato un pilota di Formula 1 statunitense.
Durante la sua lunga carriera, nel 1965 vinse il Gran Premio del Messico a bordo di una Honda, e quella fu la prima vittoria della casa nipponica in Formula 1 (e anche l'unica vittoria di Ginther in tale categoria).
In totale ha partecipato a 54 Gran Premi del Campionato mondiale di Formula 1, oltre a numerose gare in altre categorie.

## Carriera
Richie Ginther crebbe nella medesima cittadina californiana (Granada Hills) del futuro campione del mondo Phil Hill, e fu attraverso Hill, un amico del fratello maggiore di Ginther, che Richie iniziò a correre. Dopo aver terminato gli studi, nel 1948 seguì le orme del padre e andò a lavorare per la società aeronautica Douglas Aircraft, inizialmente nelle officine stampi. Nel suo tempo libero aiutava Phil Hill nell'attività di riparazione, manutenzione e conduzione della sua collezione di automobili d'epoca e Hot Rods, quando la carriera di pilota da corsa di Hill cominciava a segnare il passo.
Ginther fece il suo debutto in gara a Pebble Beach nel 1951, alla guida di una MG tipo-T motorizzata Ford; la carriera di pilota conobbe poco dopo una pausa, anche se temporanea, quando fu arruolato per due anni nel servizio militare durante la guerra di Corea. Durante questo periodo ricevette una formazione ed esperienza di lavoro sui motori e sulla meccanica degli aerei, che poi avrebbe messo a frutto durante la sua carriera di pilota.
Al termine della parentesi militare Phil Hill chiese a Ginther di unirsi a lui, in particolare come meccanico - copilota, alla guida di una Ferrari privata da 4,1 litri alla Carrera Panamericana del 1953. La coppia Hill-Ginther rimase ai primi posti della classifica fino a quando Hill perse il controllo dell'auto, schiantandosi e venendo sbalzato fuori dalla vettura. Entrambi uscirono incolumi dall'incidente e tornarono alla Carrera 1954 per concludere al secondo posto, battuti solo dalla Ferrari di Umberto Maglioli.

Richie Ginther a bordo della Ferrari 246 F1

Il 1954 fu anche l'anno che vide il ritorno in gara di Richie Ginther come pilota, principalmente alla guida di una Austin-Healey da lui stesso preparata. I suoi risultati furono degni di nota, tanto che l'anno successivo il concessionario Volkswagen e Porsche per gli Stati Uniti, John von Neumann, lo assunse per guidare delle Porsche nelle competizioni nazionali. Quando von Neumann cominciò ad occuparsi anche di Ferrari, nel 1956, ebbe così la possibilità di guidare anche le auto della casa del “cavallino rampante”. Durante il lavoro per la concessionaria Ferrari di von Neumann - tra cui alcuni viaggi alla fabbrica Ferrari, in Italia, per risolvere i problemi dei clienti statunitensi - iniziò a costruirsi una solida reputazione come pilota da corsa sulla West Coast. Questa sua fama, e la sua scelta di guidare delle Ferrari, lo portarono all'attenzione del concessionario Ferrari della East Coast, Luigi Chinetti (tre volte vincitore alla 24 Ore di Le Mans). Oltre ad importare auto stradali Ferrari, Chinetti gestiva anche una squadra corse di successo, che presto si sarebbe trasformata nel team ufficiale della Ferrari per le gare in Nord America, la North American Racing Team (NART).
La prima gara di Ginther nel team fu nel 1957 con le partecipazioni alla 12 Ore di Sebring e in seguito alla guida di una Ferrari 500 TR da 2 litri alla 24 Ore di Le Mans 1957.
Sempre nel 1957, firmò per guidare anche la Aston Martin di Joe Lubin e nel corso dei successivi tre anni continuerà a competere con vetture di entrambe le scuderie. Quel giugno 1957 vinse una gara per vetture GT di 15 giri che si disputò presso il nuovo Lime Rock Park, e vinse anche la gara d'apertura del campionato nazionale a bordo della sua Ferrari.
Nei primi mesi del 1958 portò alla vittoria una Ferrari 2 litri alla “County Fairgrounds” di Pomona, California, ad una media di 134,9 km/h, e vinse il Campionato della Pacific Coast SCCA.
Ginther fece il suo debutto in Formula 1 al Gran Premio di Monaco 1960 alla guida di una Ferrari, casa con cui corse fino a tutto il 1961. Nel settembre 1960 al Gran Premio d'Italia a Monza si piazzò secondo dietro al compagno di scuderia Phil Hill: condusse tra l'altro la gara dall'inizio fino al 25º giro. Nel 1960 fece anche una fugace apparizione a bordo dell'americana Scarab “Type 1” in occasione delle qualifiche del Gran Premio di Francia, nel quale comunque non prese il via.
Nella successiva stagione 1961 era il terzo pilota del team Ferrari di Formula 1, dietro a Wolfgang Von Trips e Phil Hill. Giancarlo Baghetti era il quarto pilota mentre il team manager era Romolo Tavoni.
Il 14 maggio 1961 Ginther finì secondo dietro a Stirling Moss nel Gran Premio di Monaco, a soli 3,6 secondi di distacco; si era tra l'altro qualificato in pole position, davanti a Hill, ad una velocità media di 113,8 km/h, con un tempo di qualifica di 1'39”,3, eclissando il precedente record di 1'39”,6.
Nell'agosto del 1961 Ginther e Baghetti presero parte come compagni di squadra al Gran Premio di Pescara, evento valido per il campionato del mondo costruttori auto. La loro Ferrari era in testa al 10º giro, quando si fermò lungo un tratto rettilineo con una gomma a terra. Ginther ottenne poi il miglior tempo alla media di oltre 214 km/h sul tracciato da 10 km dell'Autodromo nazionale di Monza nel settembre 1961, nel primo giorno di qualifiche per il Gran Premio d'Italia 1961. Von Trips si qualificò il giorno successivo in pole position, e Ginther partì dalla terza posizione, alle spalle di Ricardo Rodríguez. Si ritirò durante quella stessa gara, che vide la tragica morte di Von Trips e portò la Ferrari a cessare la partecipazione alle competizioni sportive sino al 1º gennaio dell'anno seguente.
Nel 1962 passò al team britannico BRM, come compagno di squadra di Graham Hill; corse per lo stesso team fino a tutto il 1964, senza ottenere vittorie ma con una lunga serie di podi e ottimi piazzamenti. La miglior posizione nella classifica mondiale durante la sua carriera in F1 fu il terzo posto ottenuto nel Campionato del Mondo di F1 1963 dietro al compagno Graham Hill, segnando complessivamente più punti “teorici” del suo compagno di squadra, ma all'epoca solo i sei migliori piazzamenti dell'anno, per ogni pilota, erano considerati validi ai fini del calcolo dei punti nel campionato del mondo.
La sua fama di solido "pilota di squadra" ed eccellente test-driver nonché sviluppatore di vetture gli valse l'invito a far parte del team Honda F1 per il 1965, con il quale vinse il suo unico GP di Formula 1, ossia il Gran Premio del Messico 1965.
Nel 1966 iniziò la sua partecipazione al Campionato mondiale di F1 a bordo di una Cooper modello T81, motorizzata Maserati, con la quale prese parte alle prime 6 gare ottenendo punti solo al Gran Premio del Belgio, in cui si classificò 5º.
Nel frattempo la Honda aveva temporaneamente abbandonato le competizioni internazionali, rientrando solo per il Gran Premio d'Italia 1966; per quell'evento Ginther si ricongiunse al team nipponico e condusse la gara fino a quando la sua auto si schiantò contro un muretto di contenimento, causando al pilota la rottura della clavicola e creando i presupposti per il successivo, definitivo abbandono della F1. In quella stagione riuscì comunque ad ottenere un buon 4º posto all'ultimo appuntamento, ovvero il Gran Premio del Messico.
L'ultimo tentativo in Formula 1 fu per l'evento monegasco del 1967, cui si iscrisse come pilota dell'emergente team americano Anglo American Racers a bordo della vettura Eagle T1G insieme al compagno di scuderia (nonché cofondatore del team) Dan Gurney. A differenza di quest'ultimo, però, Ginther per l'occasione non disponeva sulla sua vettura dell'ottimo propulsore Weslake V12, bensì di un obsoleto Coventry Climax, con il quale non riuscì a qualificarsi per la gara.
Durante la sua carriera in F1, Ginther vinse quindi un solo GP, ma ottenne 14 podi più numerosi altri piazzamenti in classifica, per un totale di 107 punti mondiali.

## Fine carriera
Ginther fece anche un'apparizione (sebbene non accreditata) nel film del 1966 Grand Prix come pilota del team giapponese "Yamura”. Fu anche uno dei consulenti tecnici per il film.
Nel 1967, durante una sessione di qualifica per l'edizione di quell'anno della Indy 500, si ruppe un tubo del combustibile a bordo della sua “Indy All-American Eagle” e una pericolosissima miscela di etanolo e benzina fu spruzzata lungo la schiena del pilota. Questa esperienza, insieme ai ricordi di precedenti ustioni, portarono il pilota alla decisione del ritiro definitivo dalle gare di monoposto.
Nel giugno 1969 partecipò ad un rally con altri 65 concorrenti, tra i quali l'attore James Garner. L'evento, organizzato dal “California Sports Car Club”, era in pratica una gara di cross country, della durata di tre ore circa da Los Angeles ad Huntington Beach, i cui ricavi sarebbero stati devoluti agli studenti dell'Istituto Braille.
L'ultima gara che lo vide tra i protagonisti fu la 39ª edizione della 24 ore di Le Mans, nel giugno 1971; per l'occasione organizzò un suo team (“Richie Ginther Racing Inc.”) che schierò una Porsche 911-S guidata da due piloti connazionali, Alain Johnson ed Elliot Forbes-Robinson, che però non terminarono la gara.
Morì di attacco cardiaco durante una vacanza in Francia con la famiglia, il 20 settembre 1989, all'età di 59 anni. In base alle sue ultime volontà, il suo corpo venne cremato e le ceneri vennero sparse in mare nei pressi di Rosarito Beach, in Messico.

## Risultati completi in Formula 1
| 1960 | Scuderia       | Vettura |  |   |  |   |  |    |  |  |   |  |  | Punti | Pos. |
| ---- | -------------- | ------- |  | - |  | - |  | -- |  |  | - |  |  | ----- | ---- |
| 1960 | Ferrari Scarab | 246 F1  |  | 6 |  | 6 |  | NP |  |  | 2 |  |  | 8     | 9º   |

| 1961 | Scuderia | Vettura |   |   |   |     |   |   |     |  |  |  |  | Punti | Pos. |
| ---- | -------- | ------- | - | - | - | --- | - | - | --- |  |  |  |  | ----- | ---- |
| 1961 | Ferrari  | 156 F1  | 2 | 5 | 3 | Rit | 3 | 8 | Rit |  |  |  |  | 16    | 5º   |

| 1962 | Scuderia | Vettura   |     |     |    |   |    |   |   |     |   |  |  | Punti | Pos. |
| ---- | -------- | --------- | --- | --- | -- | - | -- | - | - | --- | - |  |  | ----- | ---- |
| 1962 | BRM      | P48 e P57 | Rit | Rit | 13 | 3 | 13 | 8 | 2 | Rit | 7 |  |  | 10    | 8º   |

| 1963 | Scuderia | Vettura |   |   |   |     |   |   |   |   |   |     |  | Punti   | Pos. |
| ---- | -------- | ------- | - | - | - | --- | - | - | - | - | - | --- |  | ------- | ---- |
| 1963 | BRM      | P57     | 2 | 4 | 5 | Rit | 4 | 3 | 2 | 2 | 3 | Rit |  | 29 (34) | 3º   |

| 1964 | Scuderia | Vettura |   |    |   |   |   |   |   |   |   |   |  | Punti | Pos. |
| ---- | -------- | ------- | - | -- | - | - | - | - | - | - | - | - |  | ----- | ---- |
| 1964 | BRM      | P261    | 2 | 11 | 4 | 5 | 8 | 7 | 2 | 4 | 4 | 8 |  | 23    | 5º   |

| 1965 | Scuderia | Vettura |  |     |   |     |     |   |  |     |   |   |  | Punti | Pos. |
| ---- | -------- | ------- |  | --- | - | --- | --- | - |  | --- | - | - |  | ----- | ---- |
| 1965 | Honda    | RA272   |  | Rit | 6 | Rit | Rit | 6 |  | Rit | 7 | 1 |  | 11    | 7º   |

| 1966 | Scuderia     | Vettura   |     |   |  |  |  |  |     |     |   |  |  | Punti | Pos. |
| ---- | ------------ | --------- | --- | - |  |  |  |  | --- | --- | - |  |  | ----- | ---- |
| 1966 | Cooper Honda | T81 RA273 | Rit | 5 |  |  |  |  | Rit | Rit | 4 |  |  | 5     | 11º  |

| 1967 | Scuderia | Vettura |  |    |  |  |  |  |  |  |  |  |  | Punti | Pos. |
| ---- | -------- | ------- |  | -- |  |  |  |  |  |  |  |  |  | ----- | ---- |
| 1967 | Eagle    | Mk1     |  | NQ |  |  |  |  |  |  |  |  |  | 0     |      |

| Legenda | 1º posto     | 2º posto | 3º posto    | A punti         | Senza punti/Non class.  | Grassetto – Pole position Corsivo – Giro più veloce |
| Legenda | Squalificato | Ritirato | Non partito | Non qualificato | Solo prove/Terzo pilota | Grassetto – Pole position Corsivo – Giro più veloce |